# Википедија на бошњачком језику
Википедија на бошњачком језику (бошњ. Wikipedia na bosanskom jeziku) верзија је Википедије, слободне енциклопедије у власништву Задужбине Викимедија, на бошњачком језику. Настала је 12. децембра 2002. и данас броји 95.068 чланака и 3,7 милиона унетих измена. Има 168.999 регистрованих корисничких налога, од којих је 171 активно, а администратора је 9. Најстарији постојећи чланак је о математици.

## Заједница
Чланови вики заједнице на бошњачком су се 17. фебруара 2007. први пут срели уживо у Сарајеву. Исте године одржан је још један састанак. Наредни састанци одржали су се 2008. и 2011.

## Хронологија
- Почела са радом: 12. децембар 2002.
- Бројка од 10.000 чланака: 15. јул 2006.
- Бројка од 20.000 чланака: 30. август 2007.
- Бројка од 30.000 чланака: 5. новембар 2010.